# Byttneria elliptica
Byttneria elliptica är en malvaväxtart som beskrevs av Johann Baptist Emanuel Pohl. Byttneria elliptica ingår i släktet Byttneria och familjen malvaväxter. Inga underarter finns listade i Catalogue of Life.